# Mackinlayaceae
Classification APG II (2003)
Famille
Classification APG III (2009)
Les Mackinlayaceae (ou Mackinlayacées) sont une famille de plantes à fleurs dicotylédones.
Dans la classification classique de Cronquist (1981), cette famille n'existe pas ; ces plantes sont incluses dans la famille des Araliaceae.
En classification phylogénétique APG II (2003), elle comptait six genres :
- Actinotus ;
- Apiopetalum ;
- Centella ;
- Mackinlaya ;
- Micropleura ;
- Xanthosia.

Le APWebsite [20 décembre 2006] n'accepte pas cette famille et la classe comme une sous-famille, les Mackinlayoideae, de la famille des Apiaceae.
En classification phylogénétique APG III (2009), cette famille est invalide et ses genres sont incorporés dans la famille Apiaceae.